# 김호림
김호림(1972년 9월 8일~) 성남시 분당구 소재 (주)우리소프트의 대표이다. (주)우리소프트는 2009년 7월 13일에 설립한 통신장비 및 부품 도매업을 하는 기업이다. 